# (5270) Kakabadze
(5270) Kakabadze (1979 KR) – planetoida z pasa głównego asteroid okrążająca Słońce w ciągu 4,14 lat w średniej odległości 2,58 j.a. Odkryta 19 maja 1979 roku.